# بيرني مور
بيرني مور (بالإنجليزية: Bernie Moore)‏ هو مدرب كرة سلة أمريكي، ولد في 30 أبريل 1895 في جونزبورو في الولايات المتحدة، وتوفي في 6 نوفمبر 1967.

## وصلات خارجية
- بيرني مور على موقع قاعة لويزيانا للمشاهير الرياضية (الإنجليزية)
- بيرني مور على موقع قاعة تينيسي للمشاهير الرياضية (الإنجليزية)